# Tchamba (città)
Tchamba è una città dello Stato africano del Togo, situata nella Regione Centrale.